# Капкайкин, Константин Геннадьевич
Константин Геннадьевич Капкайкин (род. 29 января 1968 года) — советский и российский хоккеист.

## Биография
Отец — хоккеист Геннадий Капкайкин (род. 1946). В 1984–1987 годах выступал за новосибирскую «Сибирь». В сезоне 1987–1989 играл за харьковское «Динамо», в сезоне 1990 года защищал цвета московского «Спартака» в Кубке Шпенглера. В 1990–1994 годах выступал за «Сибирь», а в 1994–1996 годах за усть-каменогорское «Торпедо». В 1996–2001 годах играл за «Сибирь». В 2001–2003 годах выступал в кемеровской «Энергии. Последний сезон в карьере 2003 года отыграл за северский «Янтарь».
С 2006 по 2009 год являлся помощником главного тренера в «Сибири-2» (Новосибирск). С 2009 года тренер вратарей в «Сибири».
1. ↑  Elite Prospects (англ.) — 1999.